# D’Arcy Stones

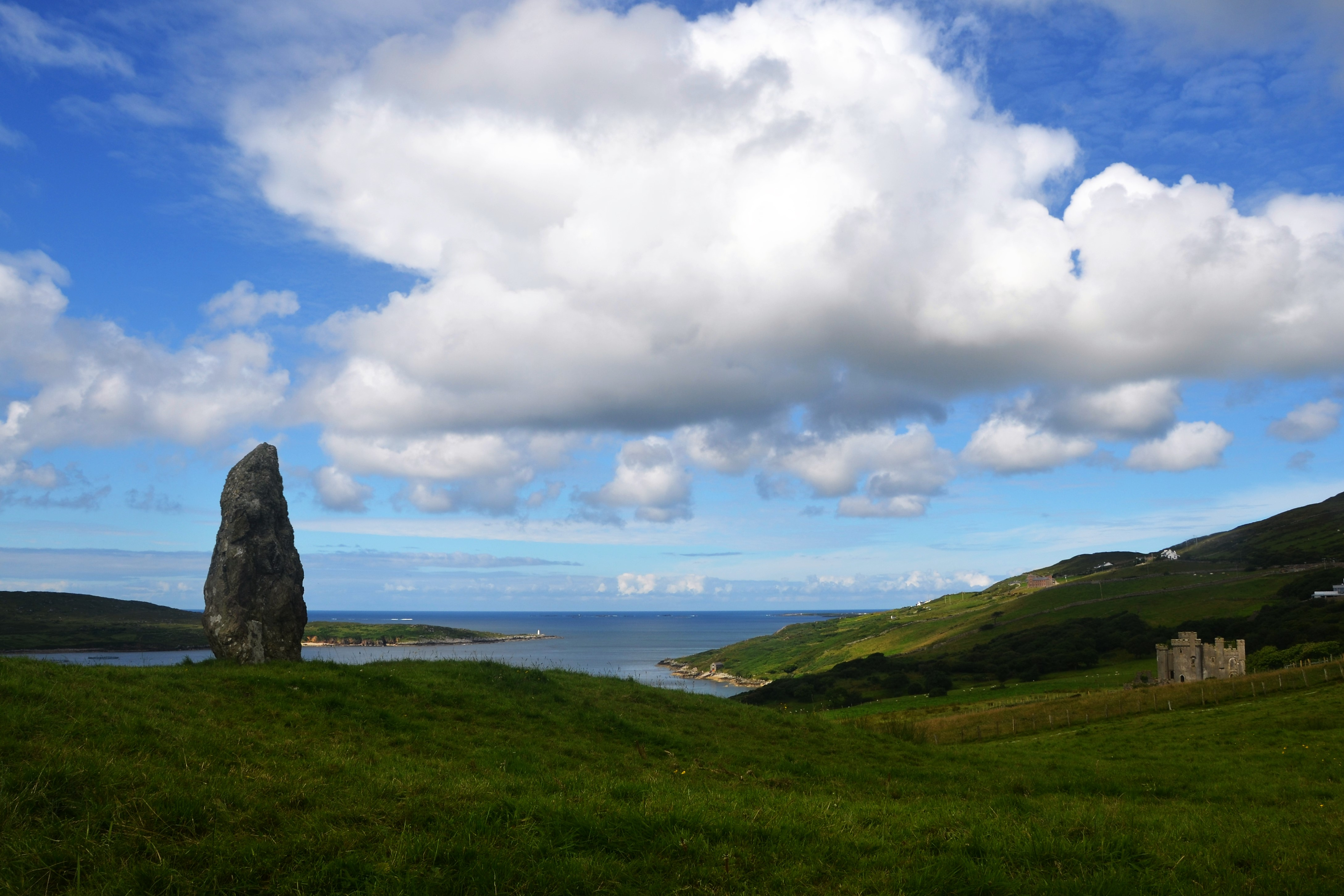
D’Arcy Stone

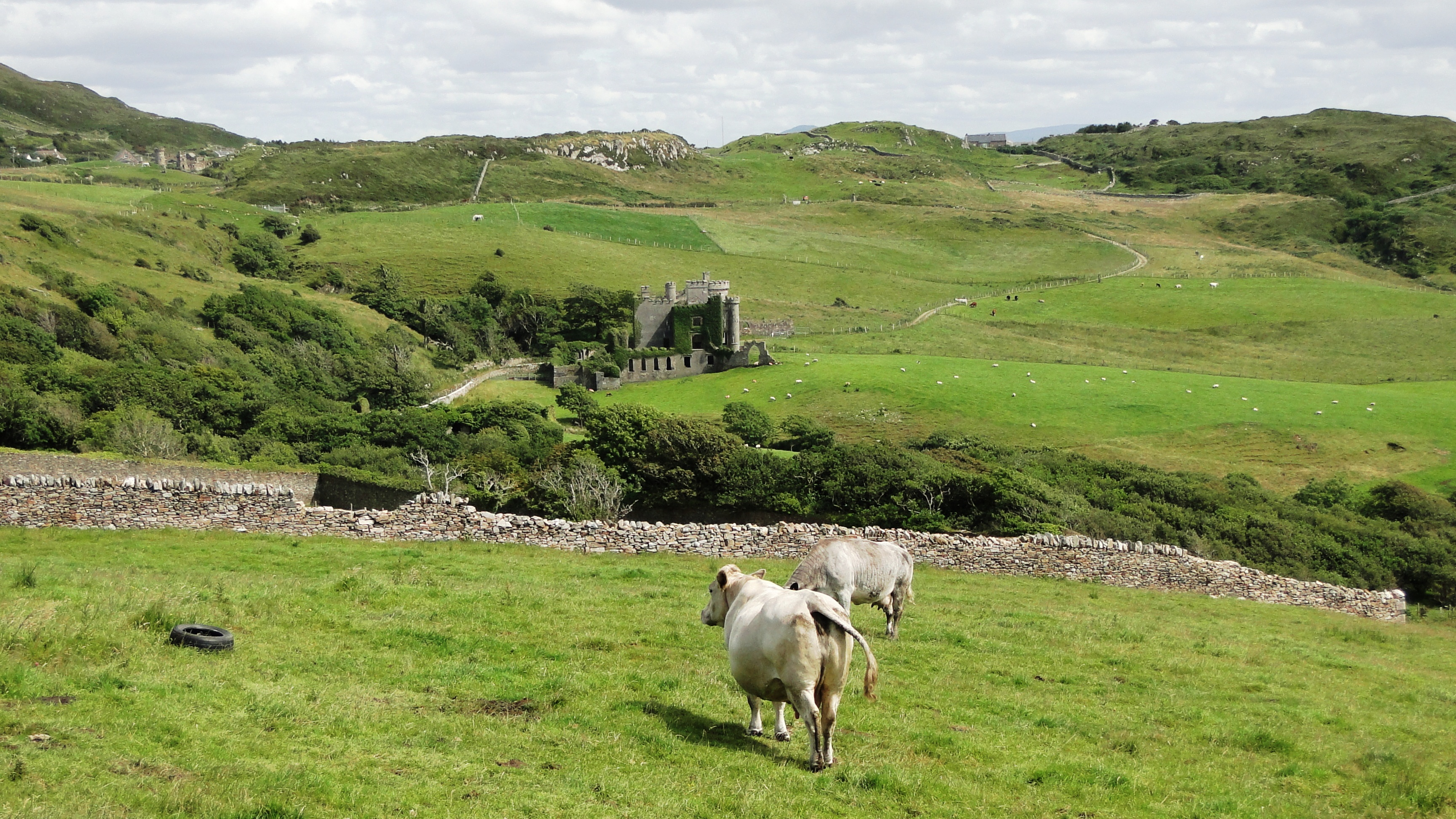
Die D’Arcy Stones (im Hintergrund) an der Straße zum Castle

Die D’Arcy Stones sind fünf Menhire (englisch Standing Stones) südlich der Sky Road, nahe der Ruine des Clifden Castle, westlich von Clifden im County Galway in Irland. 
Vier von ihnen stehen an beiden Seiten der kleinen Straße zum Herrenhaus – sie wurden vermutlich um 1818 von John D’Arcy (1785–1839), dem Gründer der Stadt Clifden aufgerichtet, als er das Clifden Castle erbaute. Der fünfte Stein steht (vermutlich in situ) auf einem Hügel in der Nähe einer Scheune. Er gehört zu den 33 Menhiren in Connemara.
In der Nähe stehen der Kill Stone und der Menhir von Letterdeen.